# Bromure d'otilonium
Le bromure d'otilonium est un dérivé ammonium quaternaire et un anticholinergique synthétique, spasmolytique musculotrope efficace, doté d'un puissant pouvoir antispasmodique sélectif sur la musculature lisse de l'appareil digestif dû à l’interférence avec la mobilisation des ions calcium tant intra- qu'extra-cellulaires. Il fonctionne grâce à la suppression des contractions induites par les tachykinines et ainsi modulation de la douleur, par la liaison du bromure d'otilonium aux récepteurs de tachykinines. Il possède une action antagoniste au niveau de récepteurs muscariniques très spécifiques, sans causer d'effets antimuscariniques systémiques. L'activité spasmolytique locale de l'otilonium dans le tractus digestif se manifeste à des doses qui n'induisent pas d'effets atropiniques systémiques, grâce à la très faible résorption du produit.